# あいつによろしく
あいつによろしく（AITSU ni 4649）は、2007年4月11日に発売された日本のオルガンインストバンド、YOUR SONG IS GOODの1stシングル。発売元はカクバリズム/NAYUTAWAVE RECORDS。

## 解説
YOUR SONG IS GOODの結成後初めてのCDシングルであり（それまでに発売されたシングルはアナログレコード形式。）、ボーカルが入った曲（彼ら曰く『唄モノ』）をA面にして作ったシングルである。このシングルで、バンドとしては初めてプラスティックケースを用いた形式でのリリースとなった。
ジャケットのキャッチコピーは「わきあがるこのメロディ。騒ぎだすこの気持ち。噂のインストバンドYSIG。抑えきれずにまさかの唄ものシングル、ドロ〜ップ!」

## 収録内容

### CD
1. あいつによろしく
[Words&Music:JUN SAITO]（5:06）[1]
「WALKIN'WALKIN'」（『YOUR SONG IS GOOD』）から続く唄モノ第3弾であり、唄モノ国内仕様ソウルナンバー。サイトウ曰く「今を生きる唄」である。2007年の1月にすでに完成していたが、ライブ初披露当日に、歌詞を大幅に改訂した。ライブでは、定番曲であり、収録時のアレンジからリアレンジされたバージョンが演奏されている。ゲストミュージシャンとして、SOIL&"PIMP"SESSIONSのタブゾンビ（トランペット）、元晴（サックス）が参加した。
タイアップ
TBS系列『COUNT DOWN TV』2007年4月度エンディングテーマ
テレビ朝日系列東北6県ブロックネット『ひるまにあん』テーマ曲（2009年4月 - 2010年3月）
2. ブガルー超特急
[Words&Music:MASATOMO YOSHIZAWA]（4:12）[1]
ライブでは、ほぼ終盤に演奏される曲。
3. FEVER mU-sTARS dOUBLE-tHREE-sEVEN mIX
[Words&Music:MASATOMO YOSHIZAWA Remixed by MU-STARS]（2:42）[1]
「FEVER」（『FEVER』収録）をレーベルメイトであるMU-STARSがリミックスした。